# Adriana Facchetti
Adriana Facchetti, née à Desenzano del Garda le 6 janvier 1921, morte à Rome le 6 octobre 1993, est une actrice italienne.

## Biographie
Adriana Facchetti a été actrice de genre entre 1941 et 1992. Elle a débuté dans Amour d'artiste (it), de Camillo Mastrocinque, et a conclu sa carrière avec Avril enchanté, de Mike Newell.
Son parcours comprend une cinquantaine de films, des comédies, y compris des comédies à l'italienne, voire érotiques, des films historiques, des musicarelli, des poliziotteschi,  et des westerns spaghetti. Elle joue aussi avec Totò dans Les Deux Colonels (1962) de Steno.
Elle a aussi été actrice de doublage pour la compagnie CVD (it) : elle a ainsi doublé Frances Faye (en) dans la version italienne de La Petite (1978) de Louis Malle, et Rosemary Murphy dans la version italienne de Justice sauvage (1973) de Phil Karlson.
Il lui est arrivé de participer à des films d'auteur, comme par exemple Intervista (1987) de Federico Fellini.

## Filmographie partielle

### Cinéma
- 1941 : Amour d'artiste (it) (Ridi pagliaccio), de Camillo Mastrocinque : gardienne de prison
- 1945 : L'Innocent Casimir (L'innocente Casimiro), de Carlo Campogalliani : Mlle Pannelli, dite « Cornacchia »
- 1953 : Finalmente libero! (it), de Mario Amendola et Ruggero Maccari : Margherita
- 1953 : ...e Napoli canta!, d'Armando Grottini : la femme de ménage sourde
- 1955 : Da qui all'eredità, de Riccardo Freda
- 1955 : La Belle des belles (La donna più bella del mondo), de Robert Z. Leonard (non créditée)
- 1956 : Porta un bacione a Firenze (it), de Camillo Mastrocinque : Mme Pettegola
- 1957 : Susanna à la crème (Susanna tutta panna), de Steno : docteur Barindelli
- 1957 : Rien que nous deux (I sogni nel cassetto), de Renato Castellani
- 1960 : La Reine des Amazones (La regina delle Amazzoni), de Vittorio Sala : la prêtresse, conseillère de la reine
- 1961 : Les Mille et Une Nuits (Le meraviglie di Aladino), de Mario Bava et Henry Levin : la mère d'Aladin
- 1962 : La Bataille de Naples (Le quattro giornate di Napoli), de Nanni Loy : une femme apeurée
- 1962 : Les Deux Colonels (I due colonnelli), de Steno : Penelope
- 1962 : Les Don Juan de la Côte d'Azur (I dongiovanni della Costa Azzurra), de Vittorio Sala : une touriste américaine laide
- 1963 : La Fille qui en savait trop (La ragazza che sapeva troppo), de Mario Bava : femme dans le restaurant (non créditée)
- 1963 : Totò et Cléopâtre (Totò e Cleopatra), de Fernando Cerchio : Publia
- 1964 : Les Deux Rivales (Gli indifferenti), de Francesco Maselli
- 1965 : Salome '73 (en), d'Odoardo Fiory
- 1966 : Ischia operazione amore, de Vittorio Sala : une touriste américaine
- 1966 : L'Incompris (Incompreso), de Luigi Comencini : Luisa
- 1967 : Sept Winchester pour un massacre (7 winchester per un massacro), d'Enzo G. Castellari : Miss Belle
- 1967 : Deux Corniauds en folie (I barbieri di Sicilia), de Marcello Ciorciolini : Donna Maruzza
- 1968 : Pas de pitié pour les salopards (Al di là della legge), de Giorgio Stegani : réceptionniste de l'hôtel
- 1968 : Franco, Ciccio et les Veuves joyeuses (Franco, Ciccio e le vedove allegre), de Marino Girolami : femme de Gianni Peliconi
- 1969 : Franco, Ciccio e il pirata Barbanera (it), de Mario Amendola : tante de Franco
- 1969 : Rapt à Damas (Delitto quasi perfetto), de Mario Camerini : Luisa
- 1969 : Il cavaliere inesistente (it), de Pino Zac
- 1969 : On ne greffe pas que les cœurs... (Il trapianto), de Steno : belle-mère de Dario
- 1972 : Les Nouveaux Contes érotiques de Boccace (it) (Decameron proibitissimo (Boccaccio mio statte zitto)), de Marino Girolami : Ciuta
- 1972 : Alléluia défie l'Ouest (Il West ti va stretto, amico... è arrivato Alleluja), de Giuliano Carnimeo : l'autrichienne
- 1972 : Estratto dagli archivi segreti della polizia di una capitale europea, de Riccardo Freda : participante à la messe noire
- 1973 : Patroclooo!... e il soldato Camillone, grande grosso e frescone (it), de Mariano Laurenti : tante
- 1973 : Il sergente Rompiglioni (it), de Pier Giorgio Ferretti : femme du colonel
- 1973 : Bella, ricca, lieve difetto fisico, cerca anima gemella (it), de Nando Cicero : mère supérieure
- 1973 : Mademoiselle cuisses longues (Giovannona Coscialunga disonorata con onore), de Sergio Martino : secrétaire de Pedicò
- 1973 : Le Sexe fou (Sessomatto), sketch : « Un amour difficile », de Dino Risi
- 1974 : Quatre Zizis au garde à vous, de Marino Girolami : Mme De Carolis
- 1974 : Le scomunicate di San Valentino, de Sergio Grieco
- 1974 : La signora gioca bene a scopa?, de Giuliano Carnimeo : gouvernante Giuditta
- 1974 : Un citoyen se rebelle (Il cittadino si ribella), d'Enzo G. Castellari : Bum
- 1976 : La Prof du bahut (La professoressa di scienze naturali), de Michele Massimo Tarantini : professeur Mastrilli
- 1977 : Lâche-moi les jarretelles (La vergine, il toro e il capricorno), de Luciano Martino : femme de Gussoni
- 1977 : La toubib se recycle (Taxi Girl), de Michele Massimo Tarantini : mère de Marcella
- 1977 : Calibre magnum pour l'inspecteur (Napoli si ribella), de Michele Massimo Tarantini : femme de ménage de la maison Laurenzi
- 1978 : La prof connaît la musique (L'insegnante viene a casa), de Michele Massimo Tarantini : servante de la maison Busatti
- 1979 : La Championne du collège (L'insegnante balla... con tutta la classe), de Giuliano Carnimeo : prof de maths
- 1979 : Agenzia Riccardo Finzi... praticamente detective (it), de Bruno Corbucci : Pina Parenti
- 1980 : La baigneuse fait des vagues (L'insegnante al mare con tutta la classe), de Michele Massimo Tarantini : la secrétaire d'Ercole Cubetti
- 1982 : Pierino la peste alla riscossa!, d'Umberto Lenzi : directrice
- 1982 : Quella peste di Pierina (it), de Michele Massimo Tarantini : grand-mère de Pierina
- 1982 : Adorables infidèles (it) (Giovani, belle... probabilmente ricche), de Michele Massimo Tarantini
- 1987 : Intervista, de Federico Fellini : assistante de Diva
- 1987 : Italiani a Rio (it), de Michele Massimo Tarantini
- 1992 : Avril enchanté (Enchanted April), de Mike Newell  : Francesca
- 1992 : Cinecittà... Cinecittà (it), de Vincenzo Badolisani : Rita

### Télévision
- 1980 : Un uomo da ridere (it), mini-série télévisée de Lucio Fulci, un épisode
- 1989 : Piazza Navona, série télévisée, un épisode
- 1989 : Disperatamente Giulia, mini-série télévisée d'Enrico Maria Salerno
- 1992 : Ma tu mi vuoi bene? (it), mini-série télévisée de Marcello Fondato

## Théâtre

### Revues
- 1943 : Il grillo al castello de Francini, Macario e Rizzo, mise en scène de Macario
- 1944 : Scandalo al collegio de Mario Amendola, mise en scène de Macario
- 1944 : Il cinque di fiori, ovvero chi ha ucciso Mr. Brown? de Mario Amendola, mise en scène de Macario

## Doublage
- Frances Faye (en) dans La Petite de Louis Malle
- Rosemary Murphy dans Justice sauvage de Phil Karlson